# Кайтанак (река)
Кайтанак — река в России, протекает по Усть-Коксинскому району Республики Алтай. Устье реки находится в 524 км от устья Катуни по левому берегу. Длина реки составляет 24 км. В 8 км от устья по правому берегу впадает река Прямой Кайтанак.

## Данные водного реестра
По данным государственного водного реестра России относится к Верхнеобскому бассейновому округу, водохозяйственный участок реки — Катунь, речной подбассейн реки — Бия и Катунь. Речной бассейн реки — (Верхняя) Обь до впадения Иртыша.